# Чентуріоне II Дзаккарія
Чентуріоне Дзаккарія (італ. Centurione II Zaccaria; д/н — 1432) — останній володар Ахейського князівства в 1404—1430 роках. За загальним переліком роду відомий як Чентуріоне II, як князь — Чентуріоне I.

## Життєпис
Походив з генуезького аристократичного роду Дзаккарія, колишніх правителів о. Хіос. Старший син Андроніка Асеня Дзаккарії, мегаконставлоса (на кшталт великого конетабля) Морейського деспотату. 1401 року після смерті батька розділив з братом Ерардом родинні володіння, отримавши баронію Аркадія.
1402 року стрийня Марія призначила Чентуріоне віцерегентом Ахейського князівства. 1404 року Чентуріаоне Дзаккарія домігся згоди Владислава I, короля Неаполю, сплатити йому 3 тис. дукатів, які раніше обіцяв Педро Бордо де Сан Суперан, померлий чоловік Марії. Передавши гроші, отримав титул князя Ахейського. За цим відсторонив від влади Марію та її сина.
Виявив чималу активність у зміцнення свого становища в князівстві. 1404 року його молодший брат Стефан призначається архієпископом Патрський і папським вікарієм. За цим одружився з Креусою, донькою Леонардо II Токко, синьйора Закінфу, що мав володіння в Еліді та Коринфі.
Втім амбіції Чентуріоне 1408 року призвели до конфлікту з пфальцграфом Кефалонії Карло I Токко. Іншим супротивником виявився Феодор I Палеолог, деспот Мореї. В результаті було втрачено Гларенцу, головний порт князівства. Згодом Чентуріоне відновив союз із венеційцями та генуезцями. Також найняв албанців, за допомогою яких 12 липня 1414 року відвоював Гларенцу. Як винагороду за допомогу Чентуріоне подарував Гларенцу і Пілос генуезцям з роду Джустініані.
У 1417 році візантійці на чолі з імператором Іоанном VIII і Феодором II, деспотом Мореї, почали нову війну з ахейським князем. Чентуріоне, втративши Мессенію і Еліду, навесні 1418 року втік з Кларенци морем. Незабаром візантійці зайняли Патри. Лише за посередництва венеційців вдалося досягти перемир'я. Під владою Чентуріоне залишилося лише кілька фортець і баронія Халандріца.
1421 року Карло Токко, що став деспотом Епіру, зайняв Кларенцу, яку йому продав комендант Оліверіо Франко. Не маючи значних військ у 1426—1428 роках мусив безсильно споглядати за боротьбою на Пелопоннесі між епірським і морейським деспотами. У 1429 році Феодор II Палеолог, деспот Мореї, почав нову війну проти Чентуріоне, якого взяв в облогу в Халандріці, змусивши 1430 року дати згоду на шлюб Фоми Палеолога, співдеспота Мореї, з його донькою Катериною. Чентуріоне дозволили зберегти баронство Аркадія, фактичну владу здобув Фома Палеолог. Помер Четуріоне 1432 року.

## Родина
Дружина — Креуса, донька Леонардо II Токко, синьйора Закінфу.
Діти:
- Катерина, дружина Фоми Палеолога

1 бастард